# Rhabdogyna chiloensis
Rhabdogyna chiloensis là một loài nhện trong họ Linyphiidae.
Loài này thuộc chi Rhabdogyna. Rhabdogyna chiloensis được Alfred Frank Millidge miêu tả năm 1985.